# Komputronium
Komputronium − hipotetyczny materiał wymyślony przez Normana Margolusa i Tommaso Toffoliego z MIT mający służyć jako „programowalna materia”, substrat dla symulacji komputerowych wirtualnych kopii prawdziwych obiektów.
Nazwa odnosi się również do teoretycznych możliwości przekształcenia materii w taki sposób, żeby stanowiła najlepszą możliwą formę urządzenia do przetwarzania danych.

## Komputronium w literaturze
W powieści Autostopem przez Galaktykę, Douglasa Adamsa cała Ziemia jest przedstawiona jako programowalna materia, stanowiąca komputer mający odpowiedziec na Wielkie pytanie o życie, wszechświat i całą resztę.
Termin został również użyty przez Charlesa Strossa w powieści Accelerando.
W powieści Alastaira Reynoldsa Przestrzeń objawienia w gigantyczny komputer jest przekształcona cała gwiazda neutronowa, a jej materia w komputronium.